# Archibracon xanthocephalus
Archibracon xanthocephalus är en stekelart som först beskrevs av Szepligeti 1914.  Archibracon xanthocephalus ingår i släktet Archibracon och familjen bracksteklar. Inga underarter finns listade.